# Батканлыбаш
Батканлыбаш (Ключ Батканлы-Баш) — река в России, протекает по Гафурийскому району Башкортостана. Правый приток реки Зилим.
Начинается на склонах хребта Яшкады. Исток расположен на высоте 343,1 м над уровнем моря. Течёт в южном направлении. Устье реки находится в 78 км по правому берегу реки Зилим. Длина реки составляет 10 км.

## Данные водного реестра
По данным государственного водного реестра России относится к Камскому бассейновому округу, водохозяйственный участок реки — Белая от города Стерлитамак до водомерного поста у села Охлебинино, без реки Сим, речной подбассейн реки — Белая. Речной бассейн реки — Кама.
По данным геоинформационной системы водохозяйственного районирования территории РФ, подготовленной Федеральным агентством водных ресурсов:
- Код водного объекта в государственном водном реестре — 10010200712111100018890
- Код по гидрологической изученности (ГИ) — 111101889
- Код бассейна — 10.01.02.007
- Номер тома по ГИ — 11
- Выпуск по ГИ — 1